# Miranda Raison
Miranda Raison (Burnham Thorpe; 18 de noviembre de 1977) es una actriz británica conocida por haber interpretado a Jo Portman en la serie Spooks.

## Biografía
Es hija de Nick Raison un pianista de jazz y de Caroline Raison quien lee las noticias de Televisión Anglia, tiene dos hermanas y dos hermanos: May Raison, Rosie Raison, Ed Raison (bajista del grupo Stonewall Jackson) y Sam Raison. Es pariente distante del actor Jack Huston.
Se capacitó en el Webber Douglas Academy of Dramatic Art por tres años.Habla con fluidez francés, español y italiano.
En septiembre de 2007 se casó con el actor Raza Jaffrey, con quien trabajó en la serie británica Spooks, la pareja celebró su luna de miel en Aldeburgh Suffolk, ambos aparecieron en el nuevo sencillo de The Lost Levels, quienes tocaron en su boda. Sin embargo en noviembre de 2009, la pareja anunció que se habían separado y finalmente se divorciaron en 2012.
En diciembre de 2009 comenzó a salir con el actor Ralf Little, sin embargo la relación terminó en febrero de 2013 después de casi cuatro años juntos.
Comenzó a salir con Christopher Mollard, la pareja se casó el 2 de julio de 2017 y ese mismo año le dieron la bienvenida a su primera hija.
Es buena amiga del actor Rupert Penry-Jones.

## Carrera
Miranda ha hecho apariciones en el cine, teatro y televisión, comenzó su carrera en televisión en apariciones en series como Sunburn, Dark Realm, Holby City y The Inspector Lynley Mysteries.
En el 2005, aparece en la comedia de cuatro partes Deep Trouble de la BBC Radio 4 comedia serie profundos como Petty Officer Lucy Radcliffe. Ese mismo año actuó junto a Scarlett Johansson en la película de Woody Allen, Match Point y en Land of the Blind una película de política sátira oscura, basada en varios incidentes a través de la historia en la que los gobernantes tiranos fueron derrotados por nuevos dirigentes peores que los anteriores, junto al actor Ralph Fiennes en el 2006. 
En abril del 2007, apareció en dos episodios de la serie británica de ciencia ficción Doctor Who, en los episodios "Daleks in Manhattan" y "Evolution of the Daleks", donde interpretaba a Talullah una cantante de espectáculo, en una de sus actuaciones su padre Nick tocaba el piano como parte de la orquesta, fue invitada nuevamente a participar en la segunda serie de Totalmente Doctor Who en el episodio 4.
Entre sus apariciones más notables se encuentran su participación en la serie dramática de espías Spooks donde interpretó a la agente del MI5 Jo Portman, desde el 2005 hasta 2009, después de que su personaje recibiera un disparo y muriera durante una misión.
En 2010 interpretó durante seis episodios a la modelo Abbey en la serie dramática Married Single Other. Ese mismo año interpretó a Lady Helena Langrish Smith en la película dramática Heaven and Earth, junto al actor James Purefoy.
En el 2011 apareció como invitada en series como Death in Paradise, Sugartown y en Merlín. Ese mismo año en febrero se anunció que Miranda aparecería en la serie Sugartown una comedia de tres partes de la BBC donde interpretó a Emily Shirley.
En el 2012 se unió al elenco principal de la segunda temporada de la serie Vexed donde interpretó a la Detective Inspectora Georgina Dixon, Miranda reemplazó a la actriz Lucy Punch, quien dejó la serie al finalizar la primera temporada. Ese mismo año apareció en Sinbad donde dio vida a Lara Assuage.
En el 2013 se unió al elenco de la tercera temporada de la serie Silk donde interpretó a Harriet Hammond.
En el 2014 se unió al elenco recurrente de la exitosa serie norteamericana 24: Live Another Day donde interpretó a Caroline Fowlds, un miembro del personal del primer ministro británico Alastair Davies (Stephen Fry).

## Filmografía

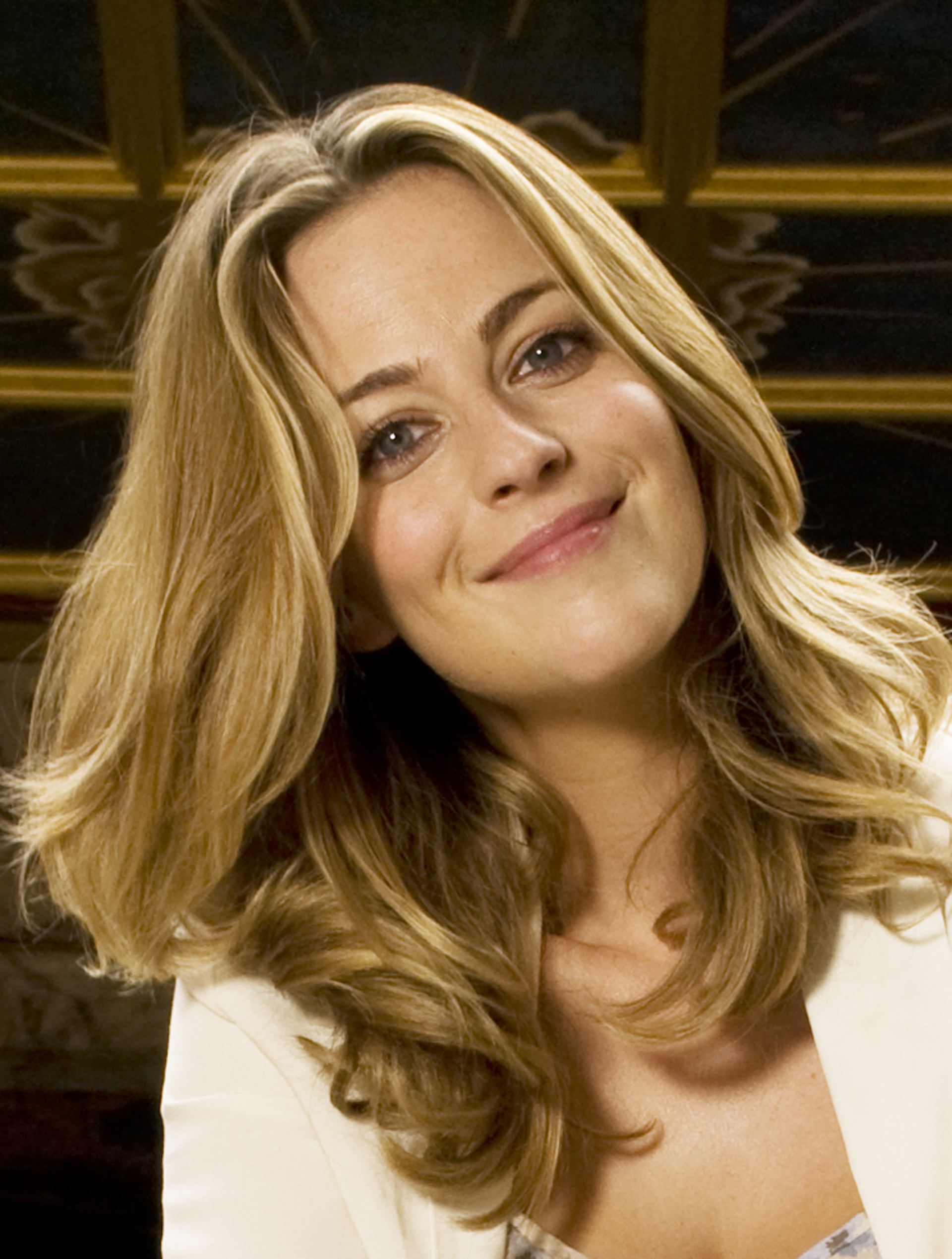
Miranda en el 2013.

### Series de televisión
| Año             | Título                           | Personaje               | Notas                            |
| --------------- | -------------------------------- | ----------------------- | -------------------------------- |
| 2015 - presente | Spotless                         | Julie Greer-Bastiere    | 12 episodios                     |
| 2013 - presente | Thomas the Tank Engine & Friends | Millie                  | 8 episodios                      |
| 2014            | 24: Live Another Day             | Caroline Fowlds         | 6 episodios                      |
| 2013 - 2014     | Silk                             | Harriet Hammond         | 6 episodios                      |
| 2013            | Lewis                            | Dra. Stella Drew        | 2 episodios                      |
| 2013            | Jo                               | Katie Miville           | episodio "Place De La Concorde"  |
| 2012            | Vexed                            | Det. Georgina Dixon     | 6 episodios                      |
| 2012            | Sinbad                           | Lara Assuage            | episodio # 1.11                  |
| 2012            | Dirk Gently                      | Kate Edwards            | episodio # 1.1                   |
| 2011            | Sugartown                        | Emily Shirley           | 3 episodios                      |
| 2011            | Merlín                           | Isolde                  | 2 episodios                      |
| 2011            | Death in Paradise                | Megan Talbot            | episodio # 1.4                   |
| 2011            | Sugartown                        | Emily Shirley           | 3 episodios                      |
| 2010            | Married Single Other             | Abbey                   | 6 partes - miniserie             |
| 2005 - 2009     | Spooks                           | Espía Jo Portman        | 37 episodios                     |
| 2009            | Plus One                         | Linsey                  | 5 episodios                      |
| 2008            | Agatha Christie's Poirot         | Mlle Blanche            | episodio "Cat Among the Pigeons" |
| 2007            | Doctor Who                       | Tallulah                | 2 episodios                      |
| 2007            | Comedy Showcase: Plus One        | Linsey                  | episodio "Plus One"              |
| 2005            | Coming Up                        | Katy                    | episodio "Bird's Eye View"       |
| 1999, 2004      | Heartbeat                        | Kate                    | 2 episodios                      |
| 2001, 2003      | Emmerdale Farm                   | Enfra. Rosanna Jennings | 2 episodios                      |
| 2003            | Holby City                       | Michelle Andrews        | episodio "Me and My Gal"         |
| 2002            | The Inspector Lynley Mysteries   | Ros                     | episodio "For the Sake of Elena" |
| 2001            | Dark Realm                       | Nicole                  | episodio "Castle Keep"           |
| 2001            | Perfect Strangers                | Joven Grace             | tv serie                         |
| 2000            | Sunburn                          | Madeline Chalfont       | episodio # 2.3                   |

### Películas
| Año  | Título                                      | Personaje                  | Notas                                                                         |
| ---- | ------------------------------------------- | -------------------------- | ----------------------------------------------------------------------------- |
| 2020 | Artemis Fowl                                | Angeline Fowl              |                                                                               |
| 2017 | Widow's Walk                                | Eve                        |                                                                               |
| 2017 | Murder on the Orient Express                | Sonia Armstrong            |                                                                               |
| 2017 | Thomas & Friends: Christmas on Sodor        | Millie                     | corto                                                                         |
| 2017 | Breathe                                     | Mary Dawney                |                                                                               |
| 2017 | My Daughter Is Missing                      | Sara                       |                                                                               |
| 2017 | Thomas & Friends: The Complete Series 18    | Millie                     | corto                                                                         |
| 2016 | Dark Heart AKA Wagstaffe                    | Sylvie                     |                                                                               |
| 2016 | Thomas & Friends: Full Steam to the Rescue! | Millie                     | corto                                                                         |
| 2016 | Thomas & Friends: Tinsel on the Tracks      | Millie                     | corto                                                                         |
| 2016 | Thomas & Friends: The Complete Series 17    | Millie                     | corto                                                                         |
| 2015 | Branagh Theatre Live: The Winter's Tale     | Hermione                   |                                                                               |
| 2015 | Thomas & Friends: Tales on the Rails        | Millie                     | corto                                                                         |
| 2015 | Thomas & Friends: Dinos and Discoveries     | Millie                     | corto - junto a Martin Sherman, Tim Whitnall, Jules de Jongh y Mark Moraghan  |
| 2015 | AfterDeath                                  | Robyn                      | junto a Sam Keeley, Daniella Kertesz, Elarica Gallacher y Lorna Nickson Brown |
| 2015 | Yussef Is Complicated                       | Emily Robson               | corto - junto a Alex Lawther, Jamie Ballard y Rohan Popat                     |
| 2013 | I Am Soldier                                | Stella                     | junto a Noel Clarke, Ian Pirie, Alex Reid y Tom Hughes                        |
| 2012 | Heaven and Earth                            | Lady Helena Langrish Smith | junto a James Purefoy, Natascha McElhone y Eleanor Tomlinson                  |
| 2011 | My Week with Marilyn                        | Vanessa                    | junto a Michelle Williams, Eddie Redmayne, Julia Ormond y Kenneth Branagh     |
| 2008 | Heavenscent                                 | HeavenScent                | junto a Jonathan Ryland                                                       |
| 2008 | Exit Strategy                               | Eve Klammer                | corto - junto a Jonathan Ryland y Ben Willbond                                |
| 2006 | Nostradamus                                 | Henriette                  | junto a Julie Cox, Oliver Dimsdale, Kerry Fox y Lizzy McInnerny               |
| 2006 | Land of the Blind                           | Daisy                      | junto a Ralph Fiennes, Lara Flynn Boyle, Marc Warren y Mackenzie Crook        |
| 2005 | Deuce Bigalow: European Gigolo              | Svetlana                   | junto a Rob Schneider y Eddie Griffin                                         |
| 2005 | Match Point                                 | Heather                    | junto a Jonathan Rhys Meyers y Matthew Goode                                  |
| 2004 | The Deal                                    | Virginia                   | corto - junto a Bernard Hill y Sean Gallagher                                 |
| 2003 | The Private Life of Samuel Pepys            | Deb Willet                 | junto a Ciarán McMenamin y Steve Coogan                                       |
| 1999 | Suzy Q                                      | Marianne Faithfull         | junto a Carice van Houten                                                     |

### Narradora
| Año  | Título   | Notas                    |
| ---- | -------- | ------------------------ |
| 2017 | Hospital | 2 episodios - documental |

### Videojuegos
| Año  | Juego                   | Personaje                   | Notas                                    |
| ---- | ----------------------- | --------------------------- | ---------------------------------------- |
| 2017 | Mass Effect: Andromeda  | -                           | prestó su voz para las voces adicionales |
| 2014 | Dragon Age: Inquisition | Cassandra Pentaghast        | prestó su voz para el personaje          |
| 2014 | Dreamfall Chapters      | Nela & Na'ane               | prestó su voz para ambos personajes      |
| 2011 | Renegade Ops            | Natasha                     | prestó su voz para el personaje          |
| 2011 | Dragon Age II           | Cassandra Petaghast/Varania | prestó su voz para el personaje          |
| 2010 | Apache: Air Assault     | Teniente Sandra Lansing     | prestó su voz para el personaje          |

### Apariciones
| Año  | Programa                                                 | Notas                                                |
| ---- | -------------------------------------------------------- | ---------------------------------------------------- |
| 2007 | Variety Club Showbiz Awards                              | presentadora                                         |
| 2007 | Doctor Who Confidential: Cut Down                        | 2 episodios: "Making Manhattan" y "A New York Story" |
| 2007 | Totally Doctor Who                                       | episodio #2.4                                        |
| 2006 | Tribeca Film Festival Presents: Live from the Red Carpet | -                                                    |
| 2005 | Richard & Judy                                           | episodio del 2 de noviembre de 2005                  |
| 2005 | MOBO Awards                                              | -                                                    |
| 2005 | BAFTA/LA Cunard Britannia Awards                         | -                                                    |
| 2004 | The BAFTA TV Awards                                      | -                                                    |
| 2002 | The ELLE Style Awards                                    | -                                                    |

### Teatro
| Año         | Obra                                 | Personaje       | Director (a)       | Teatro                      | Notas                                             |
| ----------- | ------------------------------------ | --------------- | ------------------ | --------------------------- | ------------------------------------------------- |
| 2015 - 2016 | The Winter's Tale-Harlequinade       | Hermione        | -                  | Garrick Theatre             | junto a Kenneth Branagh y Judi Dench              |
| 2015        | Hello/Goodbye                        | -               | -                  | Hampstead Theatre           | junto a Shaun Evans                               |
| 2013 - 2014 | Strangers on a Train                 | -               | Robert A. Ackerman | Teatro Gielgud              | junto a Jack Huston, Laurence Fox y MyAnna Buring |
| 2012        | The River                            | -               | Ian Rickson        | Royal Court Theatre         | junto a Dominic West                              |
| 2012        | The Physicists: A Comedy in Two Acts | Monika Stettler | Josie Rourke       | Donmar Warehouse Theatre    | junto a John Heffernan y Justin Salinger          |
| 2010        | Henry VIII                           | Anne Boleyn     | Mark Rosenblatt    | The Globe Theatre           | junto a Anthony Howell y Dominic Rowan            |
| 2010        | Anne Boleyn                          | Anne Boleyn     | Howard Brenton     | Shakespeare's Theatre       | junto a Michael Bertenshaw y Naomi Cranston       |
| -           | The Rivals                           | -               | -                  | Playhouse Theatre           | -                                                 |
| -           | The Man Who Came to Dinner           | -               | -                  | Chichester Festival Theatre | -                                                 |

## Premios y nominaciones
| Año  | Categoría                                          | Premio                             | Trabajo                | Resultado |
| ---- | -------------------------------------------------- | ---------------------------------- | ---------------------- | --------- |
| 2015 | Best Female Lead Vocal Performance in a Video Game | BTVA Video Game Voice Acting Award | Mass Effect: Andromeda | Nominados |
| 2015 | Best Vocal Ensemble in a Video Game                | BTVA Video Game Voice Acting Award | Mass Effect: Andromeda | Ganó      |